# Leposternon microcephalum
Leposternon microcephalum es una especie de reptil amfisbénido del género Leposternon, cuyos integrantes son denominados comúnmente culebra cabeza de chota, culebras de dos cabezas o víboras ciegas. Habita en regiones templadas y cálidas del norte y centro de Sudamérica. Está adaptada para una vida completamente fosorial.

## Distribución y hábitat
Esta especie se distribuye en Brasil, Bolivia, Paraguay, Uruguay y el noroeste y nordeste de la Argentina.

## Taxonomía
Descripción original
Esta especie fue descrita originalmente en el año 1824 por el herpetólogo alemán Johann Georg Wagler, con el nombre científico de Leposternon microcephalus.
Holotipo
El holotipo designado es el catalogado como: ZSM 31500.
Localidad tipo
La localidad tipo referida es: “En una gran calle arbolada del pueblo Mandiocca, cerca de la sierra dos Órgãos, Río de Janeiro, Brasil”.
Etimología
Etimológicamente, el término específico microcephalum refiere a una de sus características morfológicas, la pequeña cabeza.